# Copa camerunesa de futbol
La Copa camerunesa de futbol és la màxima competició futbolística per eliminatòries del Camerun, organitzada per la Fédération Camerounaise de Football.
Les edicions anteriors a la independència del país van rebre diverses denominacions:
- Coupe Cigarettes Nationale de 1941 a 1943.
- Coupe Bastos el 1952.
- Coupe Leclerc el 1958.
- Coupe du Gouvernement el 1959.

## Historial
Font:

### Abans de la independència
| Temporada | Campió            | Resultat | Finalista                |
| --------- | ----------------- | -------- | ------------------------ |
| 1941      | Caïman de Douala  | 6-0      | Mikado ASTP              |
| 1942      | Caïman de Douala  | 3-1      | Léopard Douala           |
| 1943      | Caïman de Douala  |          |                          |
| 1947      | Oryx Douala       | 1-0      | Aigle Royal de la Menoua |
| 1952      | Tonnerre Yaoundé  | 3-1      | Canon Yaoundé            |
| 1954      | Jeunesse Bamiléké |          |                          |
| 1956      | Oryx Douala       | 6-0      | Léopard Douala           |
| 1957      | Canon Yaoundé     | 1-0      | Léopard Douala           |
| 1958      | Tonnerre Yaoundé  | 3-1      | Aigle Royal de la Menoua |
| 1959      | Caïman de Douala  | 2-1      | Vent Sportif Douala      |

### Després de la independència
| Temporada | Campió                          | Resultat       | Finalista                |
| --------- | ------------------------------- | -------------- | ------------------------ |
| 1960      | Lion Yaoundé (1)                | 2-1            | Canon Yaoundé            |
| 1961      | Union Douala (1)                | 4-0            | Union Yaoundé            |
| 1962      | Lion Yaoundé (2)                | 4-3            | Union Douala             |
| 1963      | Oryx Douala (1)                 | 2-1 (prò.)     | Tonnerre Yaoundé         |
| 1964      | Diamant Yaoundé (1)             | 3-0            | P & T Social Club Buéa   |
| 1965      | Lion Yaoundé (3)                | 4-1            | CDC Victoria United      |
| 1966      | Lion Yaoundé (4)                | 3-1            | CAMBANK Yaoundé          |
| 1967      | Canon Yaoundé (1)               | 1-0            | PWD Bamenda              |
| 1968      | Oryx Douala (2)                 | Abd            | Prison Buéa              |
| 1969      | Union Douala (2)                | 2-0            | Oryx Douala              |
| 1970      | Oryx Douala (3)                 | 2-0            | Aigle Nkongsamba         |
| 1971      | Diamant Yaoundé (2)             | 3-2            | Caïman de Douala         |
| 1972      | Diamant Yaoundé (3)             | 3-2            | Caïman de Douala         |
| 1973      | Canon Yaoundé (2)               | 5-2            | Diamant Yaoundé          |
| 1974      | Tonnerre Yaoundé (1)            | 1-0            | Canon Yaoundé            |
| 1975      | Canon Yaoundé (3)               | 2-1            | Aigle Nkongsamba         |
| 1976      | Canon Yaoundé (4)               | 2-0            | Racing FC Bafoussam      |
| 1977      | Canon Yaoundé (5)               | 1-0            | Caïman de Douala         |
| 1978      | Canon Yaoundé (6)               | 4-3            | Union Douala             |
| 1979      | Dynamo Douala (1)               | 3-1            | PWD Bamenda              |
| 1980      | Union Douala (3)                | 2-1            | Canon Yaoundé            |
| 1981      | Dynamo Douala (2)               | 2-0            | Union Douala             |
| 1982      | Dragon Yaoundé (1)              | 1-1 (4-1 p)    | Dihep di Nkam FC         |
| 1983      | Canon Yaoundé (7)               | 3-2            | Union Douala             |
| 1984      | Dihep di Nkam FC (1)            | 1-0            | Union Douala             |
| 1985      | Union Douala (4)                | 2-0            | Canon Yaoundé            |
| 1986      | Canon Yaoundé (8)               | 1-0            | Rail Douala              |
| 1987      | Tonnerre Yaoundé (2)            | 4-2            | Diamant Yaoundé          |
| 1988      | Panthère du Ndé (1)             | 1-0            | Racing FC Bafoussam      |
| 1989      | Tonnerre Yaoundé (3)            | 2-1            | Diamant Yaoundé          |
| 1990      | Prévoyance Yaoundé (1)          | 1-1 (6-5 p)    | Tonnerre Yaoundé         |
| 1991      | Tonnerre Yaoundé (4)            | 1-0            | Racing FC Bafoussam      |
| 1992      | Olympique Mvolyé (1)            | 1-0            | Diamant Yaoundé          |
| 1993      | Canon Yaoundé (9)               | 2-0            | Léopards Douala          |
| 1994      | Olympique Mvolyé (2)            | 1-0            | Tonnerre Yaoundé         |
| 1995      | Canon Yaoundé (10)              | 1-0            | Océan Kribi              |
| 1996      | Racing FC Bafoussam (1)         | 1-0            | Stade Bandjoun           |
| 1997      | Union Douala (5)                | 2-1            | Port FC Douala           |
| 1998      | Dynamo Douala (3)               | 1-0            | Canon Yaoundé            |
| 1999      | Canon Yaoundé (11)              | 2-1            | Coton Sport Garoua       |
| 2000      | Kumbo Strikers (1)              | 1-0            | Unisport FC de Bafang    |
| 2001      | Fovu Baham (1)                  | 3-2 (gol d'or) | Cintra Yaoundé           |
| 2002      | Mount Cameroon FC (1)           | 2-1 (gol d'or) | Sable FC Batié           |
| 2003      | Coton Sport Garoua (1)          | 2-1            | Sable FC Batié           |
| 2004      | Coton Sport Garoua (2)          | 1-0            | Union Douala             |
| 2005      | Impôts FC Yaoundé (1)           | 1-0            | Unisport FC de Bafang    |
| 2006      | Union Douala (6)                | 1-0            | Fovu Baham               |
| 2007      | Coton Sport Garoua (3)          | 1-0            | Les Astres FC Douala     |
| 2008      | Coton Sport Garoua (4)          | 4-2            | Aigle Royal de la Menoua |
| 2009      | Panthère du Ndé (2)             | 3-2            | Les Astres FC Douala     |
| 2010      | Fovu Baham (2)                  | 2-1            | Les Astres FC Douala     |
| 2011      | Coton Sport Garoua (5)          | 0-0 (3-0 p)    | Unisport FC de Bafang    |
| 2012      | Unisport FC de Bafang (1)       | 2-0            | New Star FC Douala       |
| 2013      | Yong Sports Academy Bamenda (1) | 0-0 (4-1 p)    | Canon Yaoundé            |
| 2014      | Coton Sport Garoua (6)          | 2-0            | Panthère du Ndé          |
| 2015      | UMS de Loum (1)                 | 2-0            | Panthère du Ndé          |
| 2016      | Apejes FA de Mfou (1)           | 2-0            | Bamboutos FC Mbouda      |
| 2017      | New Star FC Douala (1)          | 1-0            | UMS de Loum              |
| 2018      | Eding Sport FC de la Lékié (1)  | 1-0            | Lion Blessé              |
| 2019      | Stade Renard de Melong (1)      | 3-2            | AS FAP Yaoundé           |
| 2020      | no finalitzà                    | no finalitzà   | no finalitzà             |
| 2021      | PWD Bamenda (1)                 | 1-0            | Les Astres FC Douala     |
| 2022      | Coton Sport Garoua (7)          | 1-0            | Bamboutos FC Mbouda      |
| 2023      | Fovu Baham (3)                  | 2-0            | PWD Bamenda              |
| 2024      | Colombe Sportive (1)            | 1-0            | Aigle Royal de la Menoua |

1. ↑  Prison Buéa abanonà el partit en la pròrroga amb el resultat 3-2.